# Korsør
Korsør är en tätort och stad i Danmark, belägen i Slagelse kommun på västra Själland. Staden har 14 702 invånare (2017) och var tidigare centralort i dåvarande Korsørs kommun fram till kommunreformen 2007.
Stora Bältbron har sitt östra brofäste strax norr om Korsør. Innan bron öppnades trafikerades hamnen flitigt av färjorna till Nyborg på Fyn. Den tidigare färjehamnen har nu byggts om till en kommersiell hamn. Sedan 1960 finns där Flådestation Korsør, en av två huvudbaser för danska flottan.
Strax norr om stadens norra del Halsskov ligger Korsør järnvägsstation på järnvägen mellan Köpenhamn och Odense. Från Köpenhamn till Korsør kallas järnvägen Vestbanen, därefter går Stora Bält-förbindelsen för järnväg först i tunnel, sedan på bro innan den når Nyborg.
I Korsör finns förmodligen världens äldsta i bruk varande biograf, invigd 1907 - allvarlig konkurrent om titeln med biografen Pionjär i Szczecin som öppnade samma år.
I Korsør finns vägen Motalavej uppkallad efter staden Motala i Östergötland i Sverige.
Under Operation Weserübung år 1940 var Korsør en av de amfibiska landsättningsplatserna för tyska trupper för att säkra förbindelsen mellan Fyn och Sjælland.

## Källhänvisningar
1. ↑  Mätning på ”SDFE kortviewer”. SDFE. Arkiverad från originalet den 13 november 2020. https://web.archive.org/web/20201113052319/https://sdfekort.dk/. Läst 6 oktober 2017.
2. 1 2  ”Folketal 1. januar efter byer og tid”. Danmarks statistik. http://www.statistikbanken.dk/BY1. Läst 6 oktober 2017.
3. 1 2 3  "Korsør". NE.se. Läst 21 november 2014.